# Al-Wadżh
Al-Wadżh (arab. الوجه) – miasto w północno-zachodniej Arabii Saudyjskiej, w prowincji Tabuk. Według spisu ludności na rok 2010 liczyło 30 512 mieszkańców. W mieście znajduje się port lotniczy Al-Wadżh.